# IK Sävehof
IK Sävehof (Idrottsklubben Sävehof) ist ein schwedischer Handballverein aus Partille, einem Ortsteil von Göteborg. Sowohl Herren- als auch Damen-Abteilung spielen in der schwedischen Elitserien für Männer und für Damen.
Der Verein gilt mit derzeit ca. 2000 Mitgliedern, verteilt u. a. auf vier Mannschaften im Erwachsenenbereich, 90 Jugendmannschaften, 160 Trainer und 350 Funktionäre als größter Handballverein der Welt.
Der Club veranstaltet jedes Jahr den Partille Cup, das größte Handball-Jugendturnier der Welt.

## Herren-Abteilung

### Geschichte
Der Club wurde am 20. August 1950 gegründet. Lange Zeit stand Sävehof im Schatten des großen Nachbarn Redbergslids IK, der die Eliteserie dominierte und die besten Jugendspieler Göteborgs verpflichtete.
Ende der 1980er Jahre jedoch holte der Verein in der Eliteserie zunehmend auf. 1989 wurde Sävehof vom schwedischen Reichssportverband als „Mannschaft des Jahres“ ausgezeichnet, 1993 stand man das erst Mal im Finale der schwedischen Meisterschaft, unterlag aber ausgerechnet dem Rivalen Redbergslid. In der Folgezeit begann der Verein, verstärkt auf Jugendarbeit zu setzen, und brachte daraufhin namhafte Spieler wie Johan Petersson und später Kim Andersson und Jonas Larholm hervor. Nach einem kurzen Einbruch und einigen Jahren in der Zweitklassigkeit stieg der Verein 2001 wieder in die erste Liga auf; 2004 gewann der Verein erstmals die schwedische Meisterschaft. Allerdings wanderten daraufhin viele Eigengewächse zu anderen, finanziell besser ausgerüsteten Clubs in Europa ab. Im EHF Challenge Cup 2013/14 besiegte Sävehof im Finale in Göteborg Metaloplastika Šabac mit 37:26 und gewann seinen ersten internationalen Titel.

### Erfolge
- Schwedische Meisterschaft:
  - Meister: 2004, 2005, 2010, 2011, 2012, 2019, 2021, 2024
  - Finalteilnehmer: 1993, 1994, 2004, 2005, 2006, 2008, 2023
- EHF Challenge Cup: 2013/14
- Schwedischer Pokal (Svenska cupen):
  - 2022

### Bekannte ehemalige Spieler
- Danijel Anđelković
- Kim Andersson
- Spyros Balomenos
- Patrik Fahlgren
- Johan Jakobsson
- Jonas Larholm
- Jan Lennartsson
- Jesper Nielsen
- Johan Petersson
- Elias Ellefsen á Skipagøtu
- Jonathan Stenbäcken

## Damen-Abteilung

### Geschichte
Ähnlich wie die Herren stand auch die Damen-Abteilung lange im Schatten anderer Vereine. Allerdings profitierten sie wiederum auch vom (finanziellen) Erstarken des Herren.Teams; das Damen-Team gewann bisher 17-mal die schwedische Meisterschaft, zuletzt 2024. In der EHF-Champions-League-Saison 2007/08 traf Sävehof u. a. auf den 1. FC Nürnberg.

### Erfolge
- Schwedische Meisterschaft:
  - Schwedischer Meister: 1993, 2000, 2006, 2007, 2009, 2010, 2011, 2012, 2013, 2014, 2015, 2016, 2018, 2019, 2022, 2023, 2024
- Schwedischer Pokal (Svenska cupen):
  - 2023, 2024

### Bekannte ehemalige Spielerinnen
- Johanna Ahlm
- Isabelle Gulldén
- Jamina Roberts

## Halle
Beide Mannschaften des IK Sävehof spielen für gewöhnlich in der 2000 Zuschauer fassenden Partillebohallen. Der Zuschauerschnitt liegt bei Spielen der Herren bei ca. 1450, bei Spielen der Damen bei 400 Zuschauern. Für Spiele der EHF Champions League oder andere Spitzenspiele ziehen die Mannschaften gelegentlich ins Scandinavium um, das 8.525 Zuschauern Platz bietet.